# Aldo Cavero
Aldo Jair Cavero Carozzi (Breña, Distrito de Lima, Perú, 24 de octubre de 1971) es un exfutbolista y director técnico peruano. Como jugador, se desempeñaba como delantero. Es hermano del exfutbolista, Sandro Cavero y del fallecido también futbolista Milton Cavero.

## Trayectoria

### Como futbolista
Luego de realizar las juveniles en Alianza Lima, debutó en el fútbol profesional a los 19, en 1990, pasando la temporada siguiente a formar parte de la plantilla de Ciclista Lima. En 1994 fichó por Carlos A. Mannucci, para el año siguiente firmar en La Loretana de la Primera División.
En el año 1997 comenzó su etapa más destacada en Cienciano, pieza fundamental para que el equipo sea protagonista del torneo, además de lograr un rendimiento individual que lo llevó a regresar a Alianza Lima de la Primera División. Tras un paso por FBC Melgar, Municipal Limeño, Deportivo Municipal, en 2006 se retira en el Puerto Rico Islanders.

### Como entrenador
En 2009 debutó como asistente técnico del entrenador uruguayo Gustavo Ferrín en el Club Sport Ancash. Fue asignado asistente técnico de José Soto para la campaña de 2012, tras la despedida del técnico Cavero se quedó en el club, pues tenía contrato individual con Alianza Lima, por lo que acompañó a Miguel Ángel Arrué y Carlos Basombrío en el banquillo.
Durante 2013 y 2015, fue asistente en diversos clubes como León de Huánuco y Carlos A. Mannucci.
Su primera experiencia como entrenador fue en Huánuco, varios dirigentes se pusieron en contacto con Norambuena con la intención de ficharlo como entrenador oficialmente, recalando finalmente en Alianza Universidad en 2014, dejando el banco en diciembre de ese año. Luego volvió al Club Alianza Lima, a ser entreandor del equipo juvenil y ser asistente de Juan Jayo en 2016.

## Selección nacional
Fue internacional con la Selección de fútbol de Perú en 2 ocasiones, sin marcar goles.

### Participaciones en Copa América
| Copa              | Sede    | Resultado    | Partidos |
| ----------------- | ------- | ------------ | -------- |
| Copa América 1997 | Bolivia | Cuarto lugar | 2        |

## Clubes

### Como jugador
| Club                  | País        | Año       |
| --------------------- | ----------- | --------- |
| Alianza Lima          | Perú        | 1990      |
| Ciclista Lima         | Perú        | 1991-1992 |
| Sport Boys            | Perú        | 1993      |
| Carlos A. Mannucci    | Perú        | 1994-1995 |
| La Loretana           | Perú        | 1996      |
| Cienciano             | Perú        | 1997      |
| Alianza Lima          | Perú        | 1998      |
| FBC Melgar            | Perú        | 1999-2001 |
| Sport Boys            | Perú        | 2002      |
| Municipal Limeño      | El Salvador | 2002-2003 |
| FBC Melgar            | Perú        | 2004      |
| Deportivo Municipal   | Perú        | 2005      |
| Puerto Rico Islanders | Puerto Rico | 2006      |

### Como entrenador
| Club                | País  | Año   | PJ | PG | PE | PP | %      |
| ------------------- | ----- | ----- | -- | -- | -- | -- | ------ |
| Alianza Universidad | Perú  | 2014  | 7  | 3  | 2  | 2  | 28.21% |
| Total               | Total | Total | 7  | 3  | 2  | 2  | 36.3%  |